# Ginnastica ai Giochi della XIX Olimpiade - Corpo libero maschile
La competizione del corpo libero maschile di Ginnastica artistica dei Giochi della XIX Olimpiade si è svolta dal 22 al 26 ottobre 1968 all'Auditorio Nacional di Città del Messico.

## Programma
| Data            | Round          | Note                     |
| --------------- | -------------- | ------------------------ |
| 22 ottobre 1968 | Qualificazioni | Esercizi obbligatori     |
| 24 ottobre 1968 | Qualificazioni | Esercizi liberi          |
| 26 ottobre 1968 | Finale         | Partecipano i migliori 6 |

## Risultati

### Qualificazioni
| Pos. | Atleta                | Nazione          | Obbligatori | Liberi | Totale | Nota |
| ---- | --------------------- | ---------------- | ----------- | ------ | ------ | ---- |
| 1    | Sawao Katō            | Giappone         | 9,750       | 9,900  | 19,650 | Q    |
| 2    | Akinori Nakayama      | Giappone         | 9,600       | 9,800  | 19,400 | Q    |
| 3    | Takeshi Kato          | Giappone         | 9,600       | 9,750  | 19,350 | Q    |
| 4    | Michail Voronin       | Unione Sovietica | 9,550       | 9,700  | 19,250 | Q    |
| 4    | Eizō Kenmotsu         | Giappone         | 9,550       | 9,700  | 19,250 | Q    |
| 6    | Valerij Karasëv       | Unione Sovietica | 9,550       | 9,550  | 19,100 | q    |
| 6    | Mitsuo Tsukahara      | Giappone         | 9,500       | 9,600  | 19,100 | q    |
| 8    | Viktor Lisitsky       | Unione Sovietica | 9,500       | 9,500  | 19,000 |      |
| 9    | Sergej Diomidov       | Unione Sovietica | 9,500       | 9,450  | 18,950 |      |
| 9    | Raycho Khristov       | Bulgaria         | 9,350       | 9,600  | 18,950 |      |
| 11   | Václav Kubíčka        | Cecoslovacchia   | 9,400       | 9,400  | 18,800 |      |
| 11   | Yukio Endō            | Giappone         | 9,150       | 9,650  | 18,800 |      |
| 13   | Viktor Klimenko       | Unione Sovietica | 9,250       | 9,500  | 18,750 |      |
| 14   | Miroslav Cerar        | Jugoslavia       | 9,250       | 9,400  | 18,650 |      |
| 14   | Heiko Reinemer        | Germania Ovest   | 9,250       | 9,400  | 18,650 |      |
| 14   | František Bočko       | Cecoslovacchia   | 9,200       | 9,450  | 18,650 |      |
| 14   | Sid Freudenstein      | Stati Uniti      | 9,150       | 9,500  | 18,650 |      |
| 18   | Miloslav Netušil      | Cecoslovacchia   | 9,400       | 9,200  | 18,600 |      |
| 18   | Siegfried Fülle       | Germania Est     | 9,150       | 9,450  | 18,600 |      |
| 18   | Ivan Kondev           | Bulgaria         | 9,100       | 9,500  | 18,600 |      |
| 21   | Wilhelm Kubica        | Polonia          | 9,250       | 9,300  | 18,550 |      |
| 21   | Václav Skoumal        | Cecoslovacchia   | 9,250       | 9,300  | 18,550 |      |
| 21   | Klaus Köste           | Germania Est     | 9,200       | 9,350  | 18,550 |      |
| 24   | Mikołaj Kubica        | Polonia          | 9,200       | 9,300  | 18,500 |      |
| 24   | Matthias Brehme       | Germania Est     | 9,100       | 9,400  | 18,500 |      |
| 26   | Sylwester Kubica      | Polonia          | 9,300       | 9,150  | 18,450 |      |
| 26   | Dave Thor             | Stati Uniti      | 9,150       | 9,300  | 18,450 |      |
| 28   | Jiří Fejtek           | Cecoslovacchia   | 9,150       | 9,250  | 18,400 |      |
| 28   | Bohumil Mudřík        | Cecoslovacchia   | 9,100       | 9,300  | 18,400 |      |
| 28   | Luigi Cimnaghi        | Italia           | 9,100       | 9,300  | 18,400 |      |
| 28   | Jorge Rodríguez       | Cuba             | 9,050       | 9,350  | 18,400 |      |
| 32   | Heikki Sappinen       | Finlandia        | 9,150       | 9,200  | 18,350 |      |
| 32   | Fred Roethlisberger   | Stati Uniti      | 8,950       | 9,400  | 18,350 |      |
| 34   | Mauno Nissinen        | Finlandia        | 9,200       | 9,100  | 18,300 |      |
| 34   | Milenko Kersnić       | Jugoslavia       | 9,200       | 9,100  | 18,300 |      |
| 34   | Kanati Allen          | Stati Uniti      | 9,100       | 9,200  | 18,300 |      |
| 37   | Michel Bouchonnet     | Francia          | 9,150       | 9,050  | 18,200 |      |
| 37   | Arne Thomsen          | Danimarca        | 9,100       | 9,100  | 18,200 |      |
| 37   | Peter Rohner          | Svizzera         | 9,050       | 9,150  | 18,200 |      |
| 37   | Christian Guiffroy    | Francia          | 9,000       | 9,200  | 18,200 |      |
| 37   | Günter Beier          | Germania Est     | 9,000       | 9,200  | 18,200 |      |
| 42   | Steve Hug             | Stati Uniti      | 9,000       | 9,150  | 18,150 |      |
| 42   | Heinz Häussler        | Germania Ovest   | 9,000       | 9,150  | 18,150 |      |
| 44   | Endre Tihanyi         | Ungheria         | 9,100       | 9,000  | 18,100 |      |
| 44   | Gerhard Dietrich      | Germania Est     | 8,800       | 9,300  | 18,100 |      |
| 46   | Janez Brodnik         | Jugoslavia       | 9,050       | 9,000  | 18,050 |      |
| 46   | Hermann Höpfner       | Germania Ovest   | 9,000       | 9,050  | 18,050 |      |
| 46   | Erich Hess            | Germania Ovest   | 9,000       | 9,050  | 18,050 |      |
| 46   | Christer Jönsson      | Svezia           | 8,900       | 9,150  | 18,050 |      |
| 46   | Michael Booth         | Gran Bretagna    | 8,900       | 9,150  | 18,050 |      |
| 51   | Helmut Tepasse        | Germania Ovest   | 9,000       | 9,000  | 18,000 |      |
| 51   | Rumen Gabrovski       | Bulgaria         | 8,900       | 9,100  | 18,000 |      |
| 51   | Aleksander Rokosa     | Polonia          | 8,800       | 9,200  | 18,000 |      |
| 51   | José Filipe Abreu     | Portogallo       | 8,800       | 9,200  | 18,000 |      |
| 55   | Valery Ilyinykh       | Unione Sovietica | 9,100       | 8,850  | 17,950 |      |
| 55   | Roberto Pumpido       | Cuba             | 8,850       | 9,100  | 17,950 |      |
| 57   | Meinrad Berchtold     | Svizzera         | 8,950       | 8,950  | 17,900 |      |
| 57   | Peter Weber           | Germania Est     | 8,850       | 9,050  | 17,900 |      |
| 57   | Gilbert Larose        | Canada           | 8,600       | 9,300  | 17,900 |      |
| 60   | Jerzy Kruża           | Polonia          | 8,900       | 8,950  | 17,850 |      |
| 61   | Juhani Rahikainen     | Finlandia        | 8,800       | 9,000  | 17,800 |      |
| 61   | Andrzej Gonera        | Polonia          | 8,750       | 9,050  | 17,800 |      |
| 61   | Stefan Zoev           | Bulgaria         | 8,650       | 9,150  | 17,800 |      |
| 61   | Sándor Kiss           | Ungheria         | 8,650       | 9,150  | 17,800 |      |
| 65   | Kim Chung-Tae         | Corea del Sud    | 8,850       | 8,900  | 17,750 |      |
| 65   | Giovanni Carminucci   | Italia           | 8,750       | 9,000  | 17,750 |      |
| 65   | Stan Wild             | Gran Bretagna    | 8,600       | 9,150  | 17,750 |      |
| 65   | Hans Peter Nielsen    | Danimarca        | 8,500       | 9,250  | 17,750 |      |
| 69   | Roland Hürzeler       | Svizzera         | 8,800       | 8,900  | 17,700 |      |
| 69   | Edwin Greutmann       | Svizzera         | 8,750       | 8,950  | 17,700 |      |
| 71   | Reino Heino           | Finlandia        | 8,850       | 8,800  | 17,650 |      |
| 71   | José González         | Messico          | 8,850       | 8,800  | 17,650 |      |
| 71   | Miloš Vratič          | Jugoslavia       | 8,750       | 8,900  | 17,650 |      |
| 71   | Hans Ettlin           | Svizzera         | 8,600       | 9,050  | 17,650 |      |
| 75   | Stephen Cohen         | Stati Uniti      | 8,850       | 8,750  | 17,600 |      |
| 75   | Damir Anić            | Jugoslavia       | 8,500       | 9,100  | 17,600 |      |
| 77   | Finn Johannesson      | Svezia           | 8,750       | 8,800  | 17,550 |      |
| 78   | Luis Ramírez          | Cuba             | 8,300       | 9,200  | 17,500 |      |
| 79   | Paul Müller           | Svizzera         | 8,650       | 8,800  | 17,450 |      |
| 80   | Hannu Rantakari       | Finlandia        | 8,600       | 8,800  | 17,400 |      |
| 80   | Rogelio Mendoza       | Messico          | 8,300       | 9,100  | 17,400 |      |
| 82   | Olli Laiho            | Finlandia        | 8,600       | 8,750  | 17,350 |      |
| 83   | Larbi Lazhari         | Algeria          | 8,450       | 8,850  | 17,300 |      |
| 83   | Bozhidar Ivanov       | Bulgaria         | 8,250       | 9,050  | 17,300 |      |
| 85   | Christian Deuza       | Francia          | 8,300       | 8,950  | 17,250 |      |
| 86   | Béla Herczeg          | Ungheria         | 8,450       | 8,750  | 17,200 |      |
| 87   | Georgi Adamov         | Bulgaria         | 8,200       | 8,900  | 17,100 |      |
| 88   | István Aranyos        | Ungheria         | 8,350       | 8,700  | 17,050 |      |
| 88   | Sid Jensen            | Canada           | 8,100       | 8,950  | 17,050 |      |
| 90   | Vincenzo Mori         | Italia           | 8,200       | 8,700  | 16,900 |      |
| 91   | Octavio Suárez        | Cuba             | 8,050       | 8,800  | 16,850 |      |
| 92   | Konrád Mentsik        | Ungheria         | 8,050       | 8,750  | 16,800 |      |
| 92   | Armando Valles        | Messico          | 8,000       | 8,800  | 16,800 |      |
| 94   | Enrique García        | Messico          | 8,100       | 8,650  | 16,750 |      |
| 95   | Dezső Bordán          | Ungheria         | 7,900       | 8,800  | 16,700 |      |
| 96   | Murray Chessell       | Australia        | 7,950       | 8,650  | 16,600 |      |
| 97   | Zagdbazaryn Davaanyam | Mongolia         | 8,300       | 8,200  | 16,500 |      |
| 98   | José Vilchis          | Messico          | 8,000       | 8,400  | 16,400 |      |
| 98   | Bruno Franceschetti   | Italia           | 7,750       | 8,650  | 16,400 |      |
| 100  | Pasquale Carminucci   | Italia           | 7,650       | 8,650  | 16,300 |      |
| 100  | Evert Lindgren        | Svezia           | 7,550       | 8,750  | 16,300 |      |
| 102  | Lai Chu-Long          | Taiwan           | 8,300       | 7,900  | 16,200 |      |
| 103  | Tine Šrot             | Jugoslavia       | 7,400       | 8,600  | 16,000 |      |
| 104  | Barry Brooker         | Canada           | 7,600       | 8,300  | 15,900 |      |
| 105  | Roger Dion            | Canada           | 7,600       | 8,250  | 15,850 |      |
| 106  | Fernando Valles       | Messico          | 7,350       | 8,450  | 15,800 |      |
| 106  | Luis Navarrete        | Cuba             | 7,000       | 8,800  | 15,800 |      |
| 108  | Cheng Fu              | Taiwan           | 7,700       | 8,050  | 15,750 |      |
| 109  | Steve Mitruk          | Canada           | 7,000       | 8,350  | 15,350 |      |
| 110  | Eduardo Nájera        | Ecuador          | 7,350       | 7,850  | 15,200 |      |
| 111  | Sergio Luna           | Ecuador          | 6,600       | 8,450  | 15,050 |      |
| 112  | Pedro Rendón          | Ecuador          | 6,250       | 7,500  | 13,750 |      |
| 113  | Willi Jaschek         | Germania Ovest   | 9,150       | 2,000  | 11,150 |      |
| 114  | Franco Menichelli     | Italia           | 9,300       | 0      | 9,300  |      |
| 115  | Héctor Ramírez        | Cuba             | 9,050       | 0      | 9,050  |      |
| 116  | Norman Henson         | Filippine        | 7,700       | 0      | 7,700  |      |
| 117  | Ernesto Beren         | Filippine        | 6,100       | 0      | 6,100  |      |

### Finale
| Pos.    | Atleta           | Nazione          | P.Q   | Finale | Totale |
| ------- | ---------------- | ---------------- | ----- | ------ | ------ |
| Oro     | Sawao Katō       | Giappone         | 9,825 | 9,650  | 19,475 |
| Argento | Akinori Nakayama | Giappone         | 9,700 | 9,700  | 19,400 |
| Bronzo  | Takeshi Kato     | Giappone         | 9,675 | 9,600  | 19,275 |
| 4       | Mitsuo Tsukahara | Giappone         | 9,550 | 9,500  | 19,050 |
| 5       | Valerij Karasëv  | Unione Sovietica | 9,550 | 9,400  | 18,950 |
| 6       | Eizō Kenmotsu    | Giappone         | 9,625 | 9,300  | 18,925 |
| -       | Michail Voronin  | Unione Sovietica | NP    | NP     | NP     |